# Arima onsen

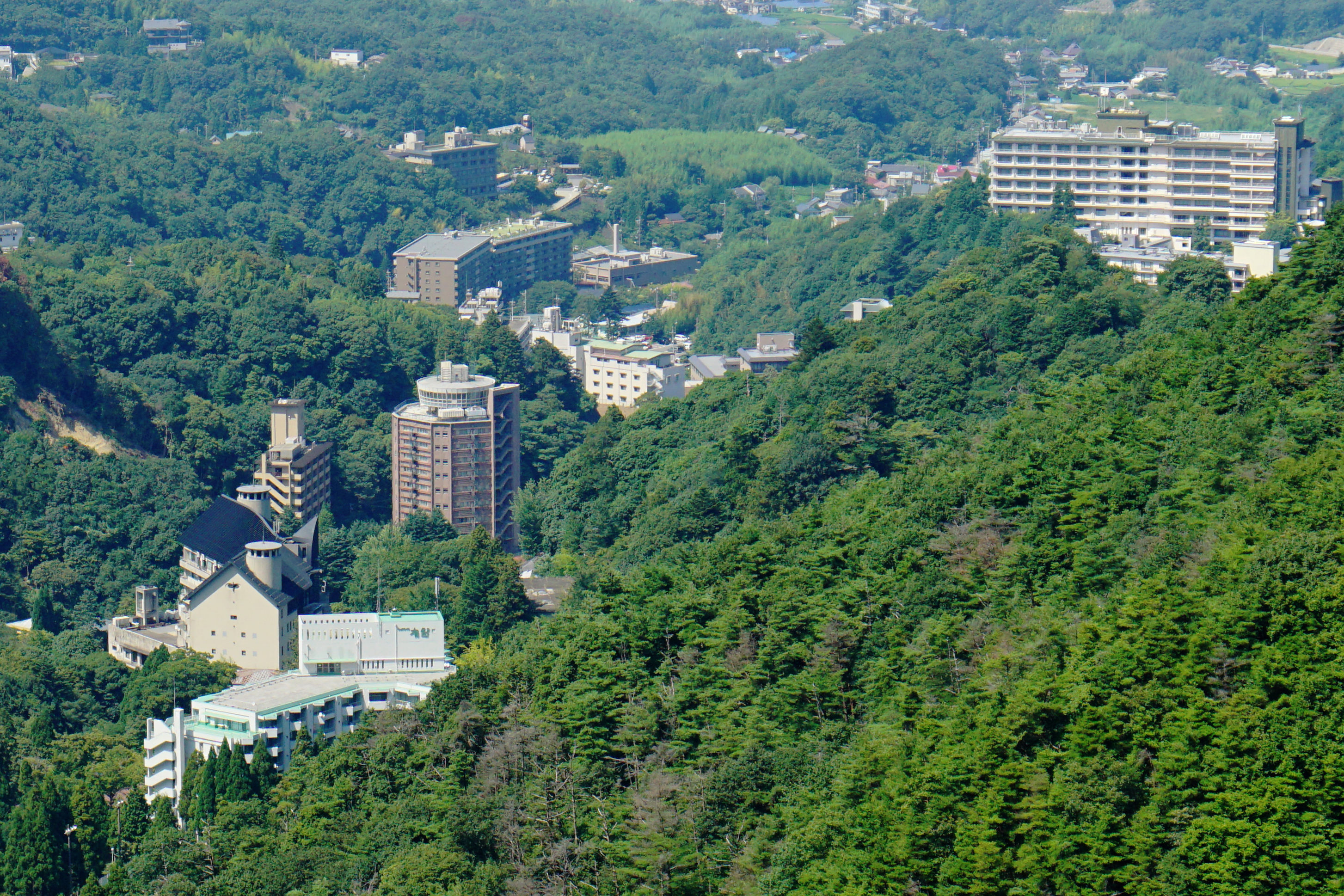
Arima onsen à Kobe.

Arima onsen (有馬温泉, Arima onsen) est un complexe regroupant plusieurs onsen et source chaude se trouvant à Arima-chō dans l'arrondissement Kita de Kobe, dans la préfecture de Hyogo. C'est l'un des plus anciens onsen du Japon avec Dōgo onsen à Matsuyama dans la préfecture d'Ehime et Shirahama onsen dans la préfecture de Wakayama selon les annales Nihon shoki et du rapport fudoki.

## Description
Se situant non loin du parc national de Setonaikai et à l'ouest d'une faille active nommée Arima Takatsuki, qui provoque la fissuration des roches profondes et de l'eau de source chaude remonte du plus profond à travers la fissure pour se déverser à Arima[pas clair]. Le complexe d'Arima onsen est composé de :
- onsen tel que Kin no yu, Gin no yu ou encore Taikō no yu ;
- espaces verts naturels tel que les parcs Zuihôji, Tsudzumigataki, Atagosan ;
- temple bouddhisme comme ceux entre autres d'Onsen-ji, Gokuraku-ji, Nenbutsu-ji et du sanctuaire shinto d'Onsen-jija ;
- de zone touristique telle que la vallée des érables avec leur changement de couleur durant l'automne et de cascades telle que la cascade nommée les 48 cascades d'Arima.

## Galerie

Complexe d'Arima onsen
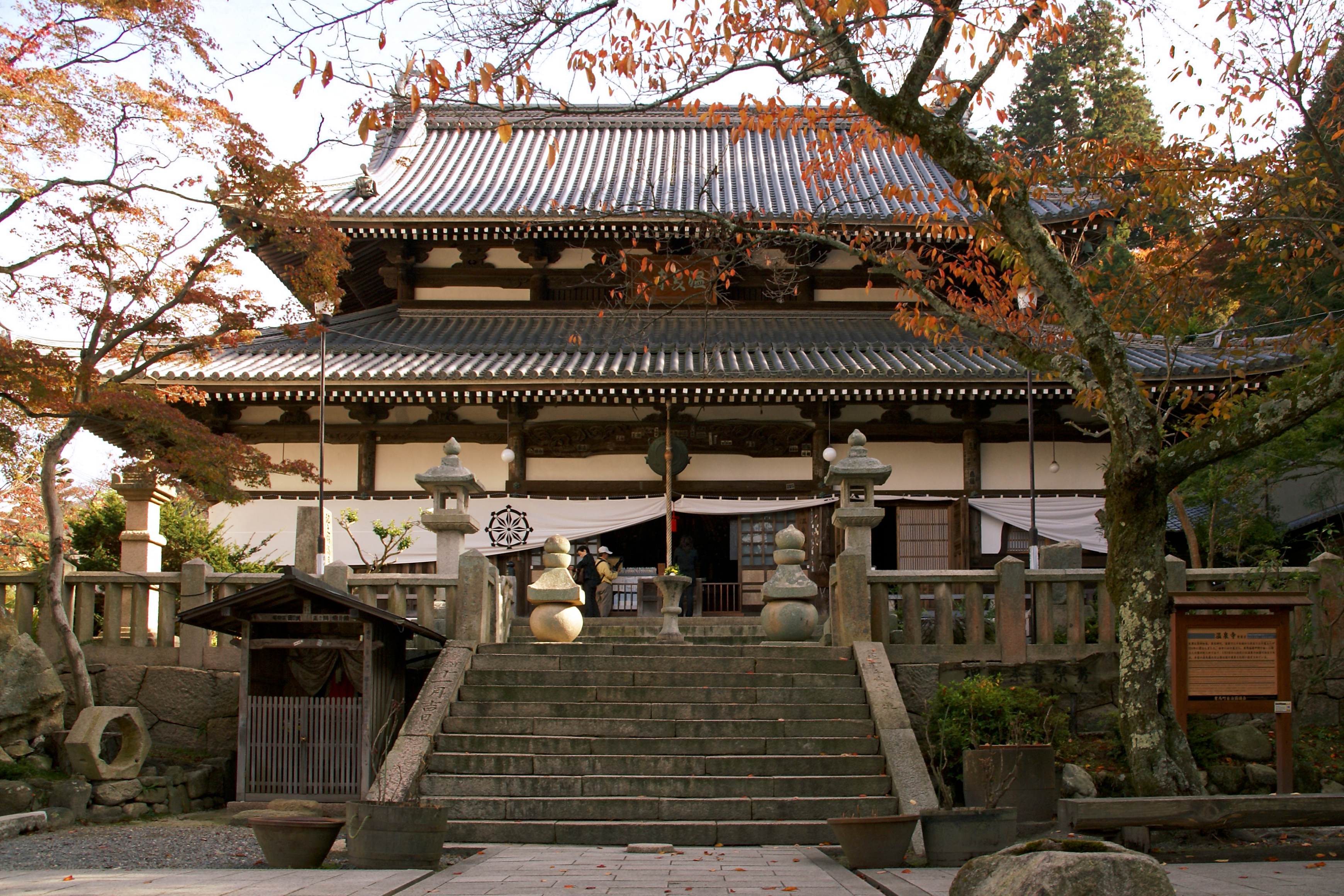
Temple Onsen-ji.
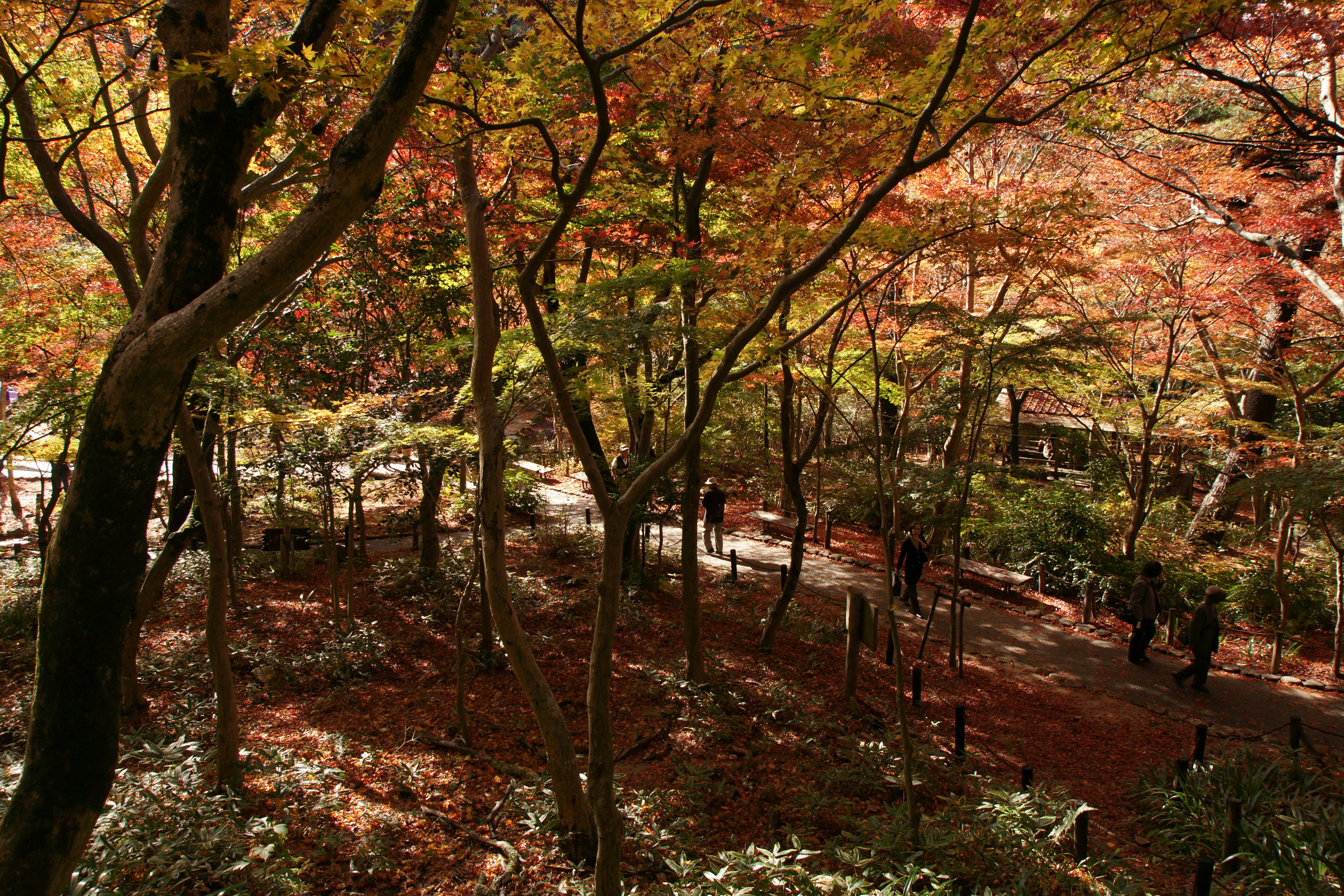
Parc de Zuihôji.
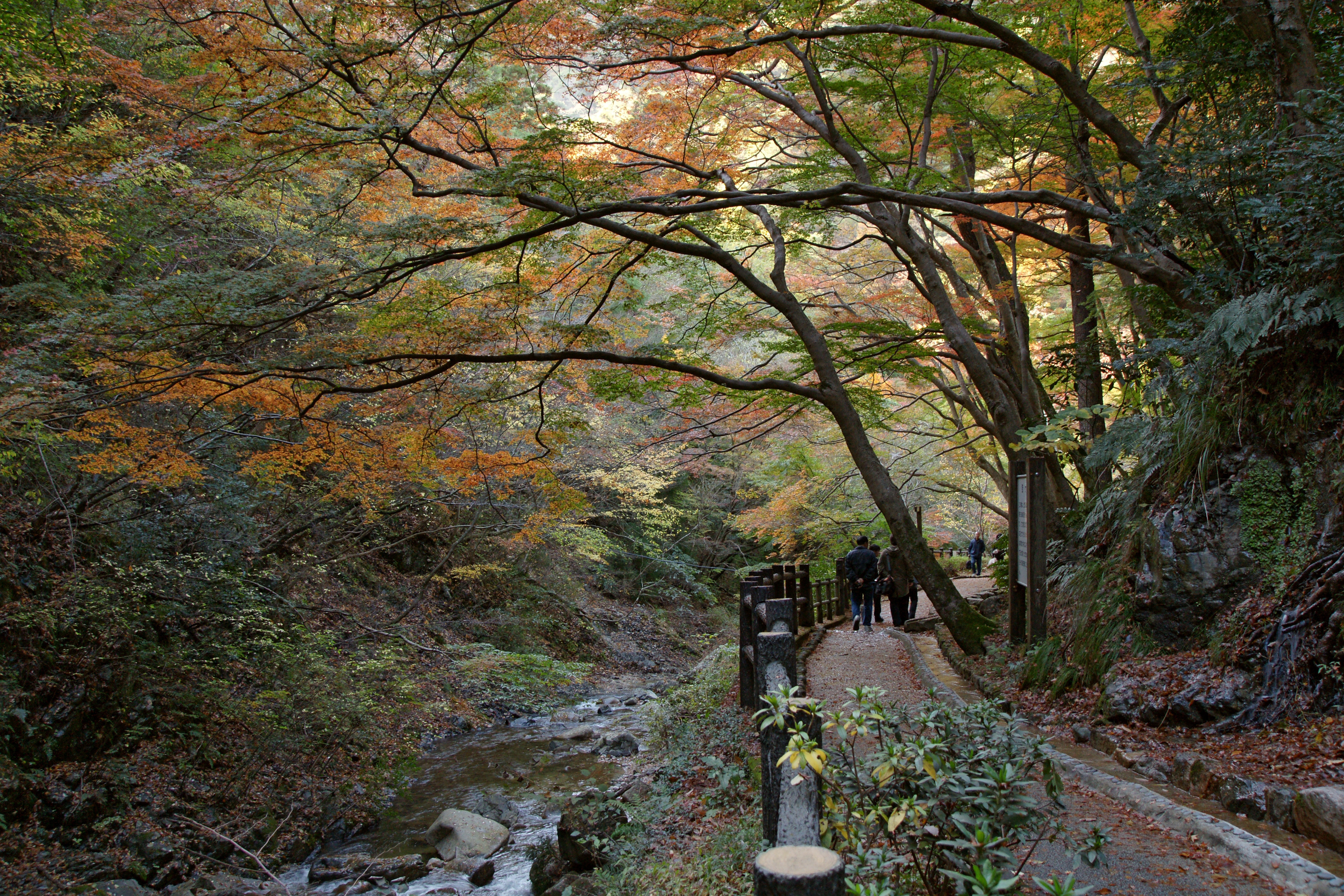
Parc de Tsudzumigataki.
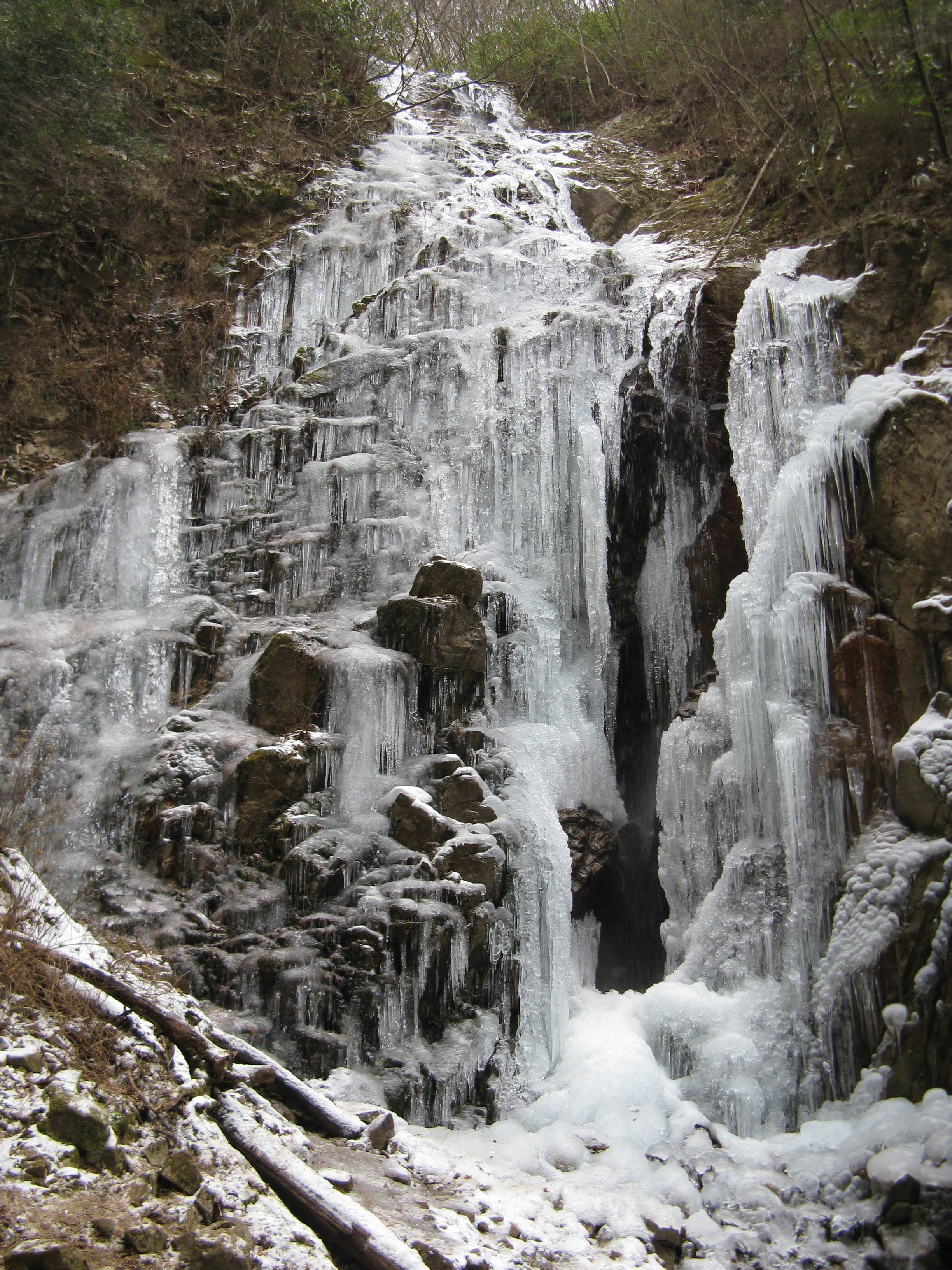
Les 48 cascades d'Arima.
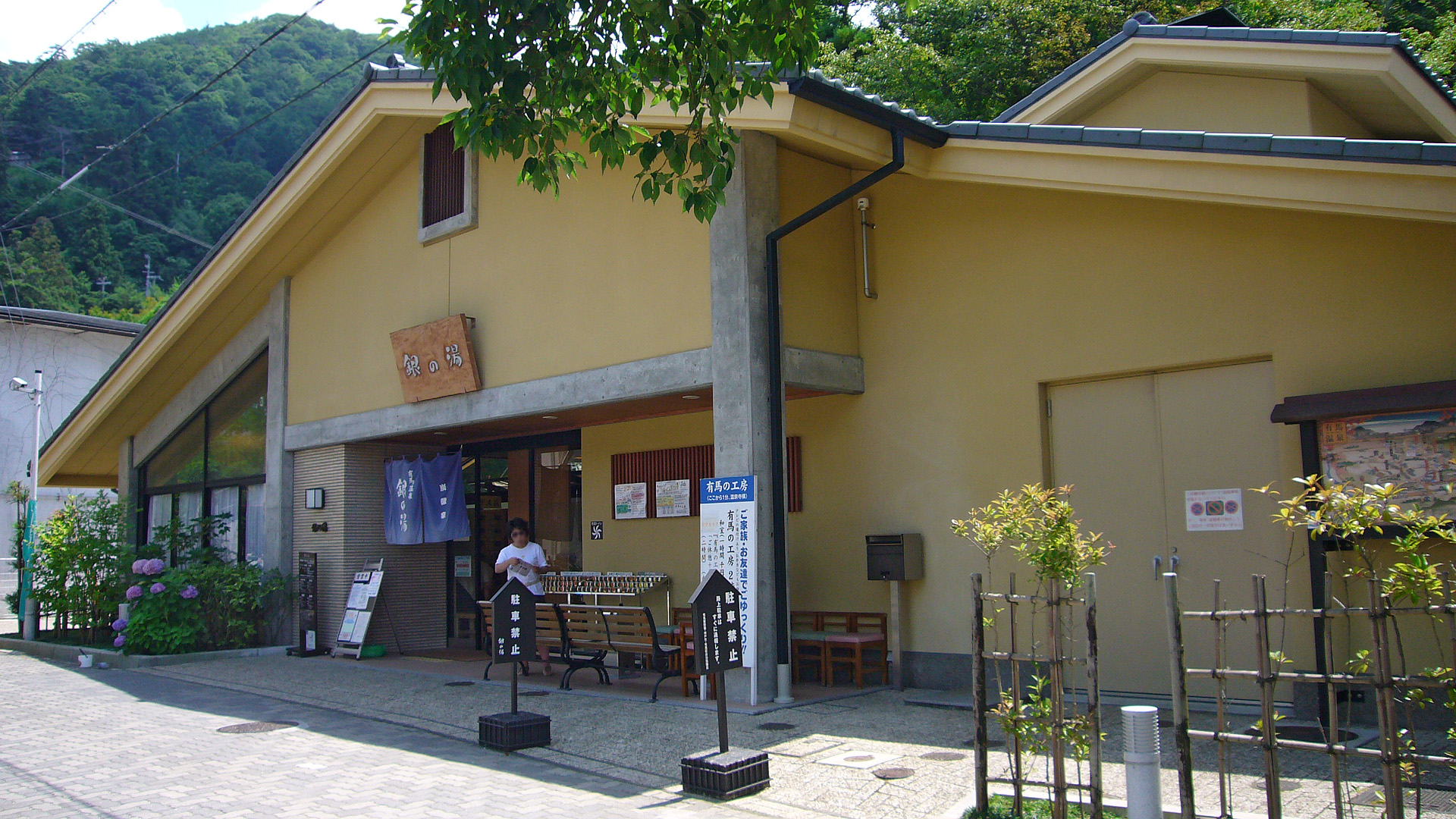
Onsen Gin no yu.